# きしわだ自然資料館
きしわだ自然資料館（きしわだしぜんしりょうかん）は、岸和田市堺町にある自然史系博物館。

## 概要
岸和田で発見された「キシワダワニ」の化石など、岸和田市を中心とした泉州地域の自然の調査研究・資料の展示を行っている。その他寄贈された多数の動物のはく製の展示が行われている。
大阪市立自然史博物館で館長を長年つとめた古生物学者の千地万造を初代館長に迎えて1995年に開館した。
2004年には、チリメンモンスター探しをテーマとする博物館イベントを、資料館の協力団体「きしわだ自然友の会」とともに開催。チリメンモンスター探しのイベントは好評を博し、関連する書籍も刊行され、さらにはカプセル玩具にもなった。
2011年には常設展示としてモササウルスの化石などの資料が追加された。
2014年の平成26年台風第19号の影響により、1階のロビーや多目的ホール、事務室などが浸水の被害にあい、自然史系博物館ネットワーク等の支援で資料の復旧が行われた。

### 施設
- 1階ロビー展示
- 2階常設展示室
- 3階収蔵展示室
- 多目的ホール
- ミュージアムショップ

## 施設情報
- 開館時間
  - 開館時間:午前10時
  - 閉館時間:午後5時（入館受付時間:午後4時）

- 休館日
  - 毎週月曜日（祝祭日は開館）
  - 毎月月末日（12月は28日；土･日曜日・祝日の場合は開館）
  - 祝日・休日の翌日（翌日が土・日･祝祭日の場合は開館）
  - 年末年始（12月29日～1月3日）
  - 敬老の日の前日と前々日

- 入場料金
  - 大人200円、中学生以下無料、団体割引あり（特別展会期中は倍額）
  - 岸和田城・岸和田だんじり会館・きしわだ自然資料館の周辺施設3館をセットにした、3館共通券（大人700円）あり。

## アクセス
- 南海本線 岸和田駅 徒歩15分
- 阪神高速4号湾岸線岸和田南出口から北へ5分
  - 無料駐車場7台分あり。また、近くにある岸和田市役所の駐車場も利用可能。